# أنتوني كروذر
أنتوني كروذر (بالإنجليزية: Antony Crowther)‏ هو مهندس وملحن بريطاني، ولد في 10 مايو 1965 في شفيلد في المملكة المتحدة.

## وصلات خارجية
- أنتوني كروذر على موقع IMDb (الإنجليزية)
- أنتوني كروذر على موقع ميوزك برينز (الإنجليزية)